# Kero Blaster
Kero Blaster (ケロブラスター?) es un videojuego de plataformas creado por Daisuke Amaya. Se trata de un juego centrado en la técnica de disparo que fue lanzado en 2014 para PC e iOS. Es el primer proyecto importante de Daisuke desde Cave Story en 2004, el cual consiguió buenas críticas. Un mes antes de su lanzamiento se publicó una muestra gratuita llamada Pink Hour y un breve juego complementario gratuito y secuela llamado Pink Heaven lanzado en la nueva actualización de Kero Blaster en noviembre de 2015. USGamer describió el juego como similar a Contra. Es un juego traducido al inglés y español por fans que está inspirado en las mecánicas de las fuentes de Metroid para lanzar al jugador a una historia de superación personal, con personajes realmente entrañables, finales alternativos y muchísimas sorpresas. En Kero Blaster somos el encargado de limpiar, arma en mano, las invasiones de pequeñas criaturas que provocan problemas en las instalaciones de C&F Incorporation. Cuando empiezan a fallar los teletransportadores de algunas localizaciones es evidente quién va a ir allí a hacerse cargo, pero el asunto pronto deja de ser algo exclusivo de unos pocos laboratorios lejanos.

## Jugabilidad y mecánicas
En Kero Blaster, el protagonista es una rana antropomórfica, la cual aparece con un arma y trabaja para Cat & Frog, una empresa de teletransportadores. El argumento del juego se basa en rescatar a su querida novia, una especie de gata y de limpiar las invasiones de pequeñas criaturas que provocan problemas en estas instalaciones mientras se abre camino a través de una serie de etapas lineales, por medio de correr, disparar y saltar, es un shooter en primero persona. Una de las curiosidades de este juego es que la dirección del disparo es independiente de la dirección en la que se mueve el personaje, es decir, los disparos van directamente a los enemigos, lo que le da ventaja al jugador para realizar dos movimientos diferentes al mismo tiempo.
La propia pantalla de título sirve de tutorial, aparecen las indicaciones de control, un montón de enemigos inmóviles y un par de obstáculos para que aprendamos rápido cómo se juega. En cada fase es necesario ir avanzando por distintos niveles, los cuales están repletos de enemigos a los que debemos liquidar y la forma de hacerlo es mediante nuestro arma principal, un blaster. Este blaster (arma desintegradora) es multifuncional, ya que a medida que transcurre la acción podemos ir mejorándolo paulatinamente. Al hacerlo iremos ganando más poder de ataque, llegando a poder disparar ráfagas rápidas de proyectiles, usar rayos más contundentes pero de menor cadencia de disparo, otros capaces de rebotar en las paredes para causar estragos en los decorados más estrechos ect. En función de cada situación es más recomendable emplear uno u otro tipo de disparo, lo cual otorga cierta dosis de estrategia a cada partida. El juego sigue el mismo patrón: empezar la pantalla, mejorar el arma que hayamos conseguido anteriormente gracias a una tienda que hay en medio de ésta, llegar al monstruo fin de fase, derrotarlo y conseguir un arma nueva. Entre fase y fase podemos acudir a una tienda donde podemos mejorar nuestro personaje comprando nuevas vidas, aumentando el número de corazones o consiguiendo unas botellas que nos permiten recuperar nuestros corazones al morir. El juego es muy corto, en 2 horas, más o menos, se lo puede pasar cualquiera que tenga cierta habilidad a la hora de manejar un mando. Pero como es de esperar, oculta bastantes secretos, algunos de los cuales sólo pueden ser descubiertos en una segunda vuelta.

## Diseño
En cuanto a la estética nos hallamos ante un arcade de acción puro de desarrollo 2D lateral. Estos eran muy comunes en la era de los 8 y 16 bits, siguen de cerca lo experimentado en sagas clásicas como Contra. Sin embargo, a esta propuesta básica se han añadido otros elementos, como toques de rol muy ligeros y, por supuesto, mucho sentido del humor. Además desde el primer instante podemos ver el toque personal de Daisuke, con las alegres melodías del juego y el estilo del pixelart.
En cuanto al sonido, Daisuke declaró que no tiene un método definido para crear la música: «Acabo haciéndolo todo a mano. Al no haber reglas establecidas como en la programación, puedo hacerlo de la forma que quiera». Parece ser que su inspiración para crear cada uno de los temas musicales del título vino del desarrollo del propio juego: «Creé los temas de Kero Blaster observando cada uno de los escenarios una vez los escenarios estuvieron finalizados».

## Desarrollo y lanzamiento

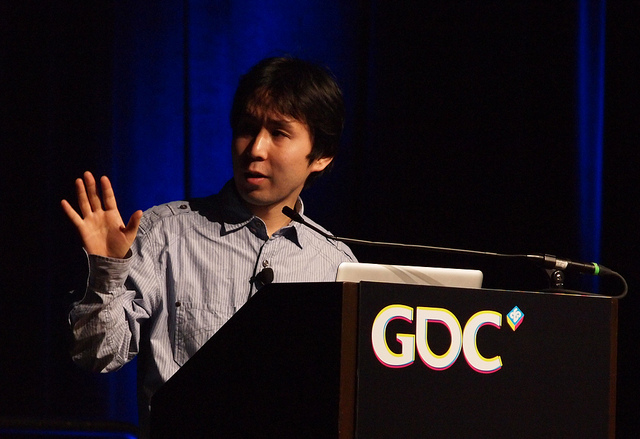
Daisuke Amaya

El juego fue reconstruido a partir de Gero Blaster , que fue anunciado en Japón a principios de 2013, pero nunca se lanzó. Gero Blaster era un juego basado en cómics que Daisuke dibujó en la universidad, protagonizado por él mismo como una rana y su novia como un gato. Mientras que Daisuke solo desarrolló Cave Story por completo (uno de sus juegos mas conocidos), trabajó junto con Kiyoko Kawanaka para Kero Blaster para poder mantenerse motivado. Cuando Daisuke dejó el diseño de niveles y la producción en manos de Kiyoko, pudo concentrarse en partes más pequeñas mientras se creaban constantemente las etapas del juego. Un mes antes del lanzamiento completo, Daisuke lanzó una demostración y un prólogo de Kero Blaster, titulado Pink Hour. En esta demostración, juegas como una oficinista rosa sin nombre que debe encontrar un documento perdido para evitar la ira de su jefe. El juego corto es bastante difícil, debido a la cantidad limitada de vidas que tiene el jugador para vencerlo, pero consiguió su meta, que era dar una idea a la audiencia de lo que iba a ser Kero Blaster.
El juego se iba a lanzar en 2013, pero en el último momento se retraso su lanzamiento,lanzandolo finalmente el 11 de mayo de 2014, que coincidía con el tercer aniversario del distribuidor digital japonés Playism. Más tarde Kero Blaster se lanzó en Steam el 11 de noviembre de 2015. En noviembre de 2015, Kero Blaster se actualizó añadiendo un " Modo difícil " y un "Modo de tiempo extra" al juego. Junto a esta actualización, Disuke lanzó un segundo juego corto y gratuito titulado Pink Heaven, que es la secuela de Pink Hour, el cual una vez más fue protagonizado por la señora de la oficina rosa y que también sirvió como demostración para Kero Blaster. 
Posteriormente se añadieron diferentes versiones compatibles con otros dispositivos; PlayStation 4 el 11 de abril de 2017, Nintendo Switch  el 23 de agosto de 2018 y el 29 de noviembre de 2019, a través de eShop, el editor 1Print Gamees, con sede en Singapur , anunció una versión física de Nintendo. Y, por último, se creó una versión para iOS que recibió incluso mejes opiniones que la versión para PC.
Su precio actual es de 16´62 euros para Play Station 4, 9´99$. En Steam y Nintendo Switch. Y en iOS por 4,49 euros, por lo que es un juego bastante barato.

## Recepción
Kero Blaster recibió críticas positivas tras su lanzamiento. PCGamer calificó la demo gratuita de Pink Hour como "demasiado breve y difícil de entender", afirmó que el juego suena "como si pudiera provenir de una NES si un compositor hubiera pasado los últimos 25 años dominando su chip de sonido" y aunque criticaron la alta dificultad del juego, dijo que era "refrescante jugar un juego con tanta pureza mecánica"  Después del lanzamiento de Kero Blaster , TouchArcade describió a Pink Hour como una "gran manera de comprobar de qué se trata KeroBlaster, o simplemente de conseguir un nuevo nivel de juego". Destructoid describió la demostración como "dura como las uñas", pero también como "muy adorable" y elogió el ritmo y el valor de repetición del juego , afirmando que es la manera perfecta de presentarle a alguien el género de acción / plataformas en 2D. USgamer elogió los controles, las armas y la presentación del juego, calificándolo de "excelente tirador de carreras y disparos que juega maravillosamente", pero criticó la corta duración del juego.  Eurogamer declaró que Kero Blaster no es menos atractivo que Cave Story , a pesar de su corta duración, y lo describe como "un viaje de tres horas que exige ser terminado".
USgamer elogió el esquema de control en la versión de iOS, afirmando que Daisuke resolvió las frustraciones comunes en los juegos móviles "de una manera eminentemente sensata sin comprometer la profundidad de juego de Kero Blaster". IGN Italia llamó al esquema de control móvil de Kero Blaster "preciso e inteligente". Pocket Gamer llamado el juego "más fresco y más emocionante que gran parte del contenido en la App Store " . Además, Game Informer llamó al juego "uno de los mejores juegos de plataformas de acción que iOS tiene para ofrecer", aunque señaló que el juego no fue innovador y Gamezebo declararon que Kero Blaster ' "los gráficos son convincentes de estilo retro, controles de agudos, acción de tiro intenso y carácter encantador diseños hacen es uno de los mejores juegos de acción para dispositivos móviles ".
El juego a menudo se compara con Cave Story , el exitoso juego anterior creado por Disuke, sin embargo, Kero Blaster, a diferencia de Cave Story, es una experiencia lineal que en lugar de acudir a un estilo Metroidvania, ahora son una serie de fases. Según TouchArcade, Kero Blaster tiene "el mismo tipo de sentido del humor fuera de ritmo, música chip de calidad y composición similares, gráficos de pixel art y un estilo de juego vagamente similar basado en gran medida en plataformas y disparos". Se dice que Cave Story es similar a Metroid , mientras que Kero Blaster se compara más a menudo con Contra y Mega Man .

## Curiosidades
Como curiosidades relevantes del juego, hay varios niveles ocultos, algo así como los subniveles del New Super Mario Bros, son niveles a los que muchos jugadores accedieron por error o por mera casualidad y son algo así como niveles trolls ya que el creador puso vidas de mentira y con una dificultad superior a los niveles normales. Además en estos niveles, es probable que te encuentres con algún pequeño bug de pantalla negra o que no te puedes mover por un corto periodo de tiempo.